# Campagne anti-corruption sous Xi Jinping

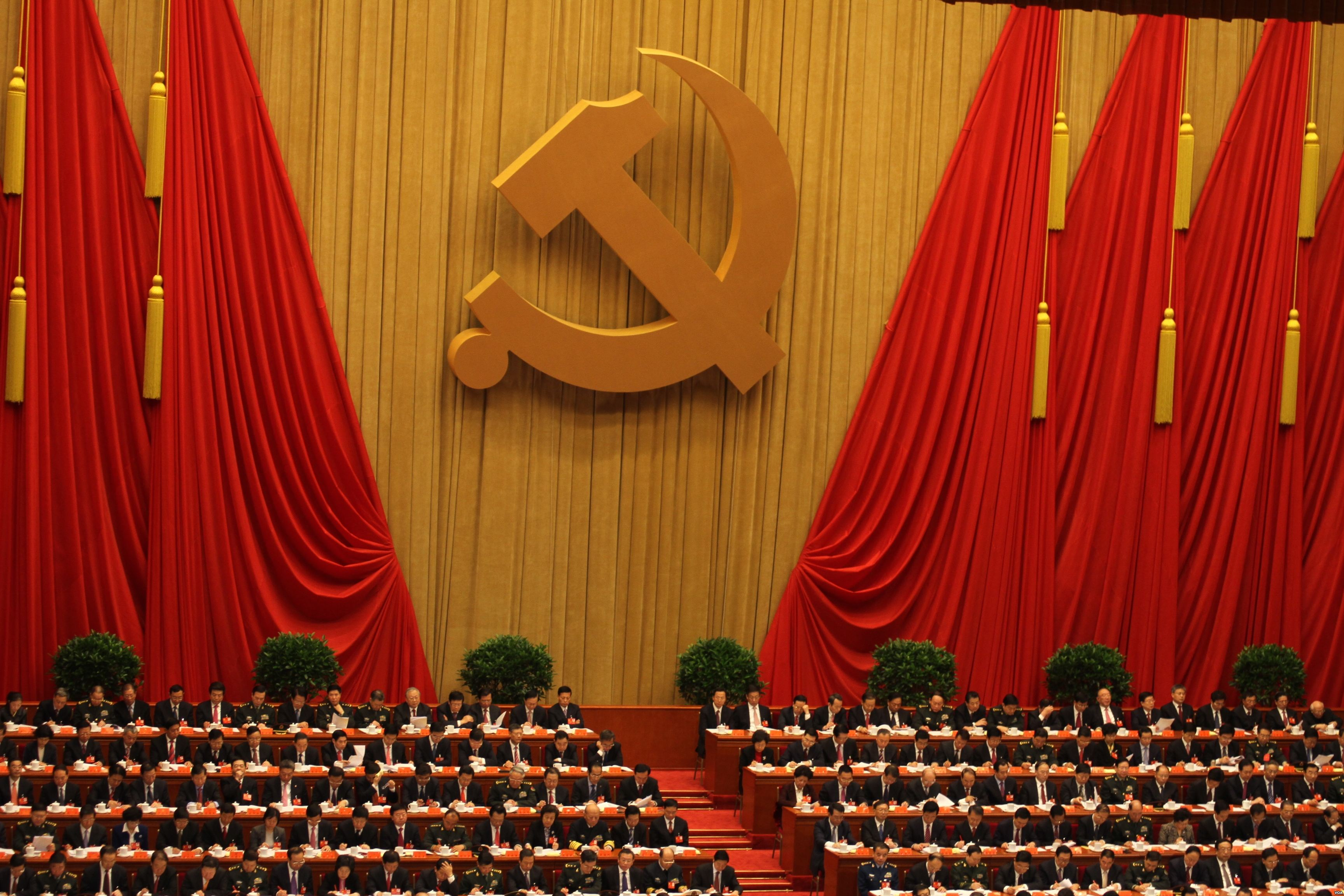
La campagne anti-corruption a menée à la prononciation de plus de 2,3 millions de sanctions à l'encontre de cadres du parti, la plus grande de l'histoire.

La campagne anti-corruption est une campagne de lutte contre la corruption lancée par le secrétaire général du parti communiste chinois Xi Jinping en 2012. Son objectif est de neutraliser la corruption au sein du parti, de rétablir la confiance envers les institutions, et, officieusement, d'éliminer l'opposition interne au parti. La campagne anti-corruption est la plus grande opération anti-corruption de l'histoire de chine.

La campagne débute peu de temps après le 18eme congrès national du parti, en novembre 2012. Lors de ce congrès, Xi Jinping devint secrétaire général du parti communiste chinois et, de facto, le nouveau dirigeant du pays. Xi a alors annoncé qu'une vaste campagne de lutte contre la corruption allait avoir lieu, annonçant une lutte contre "les tigres et les mouches", faisant référence aux dirigeants nationaux et aux chefs locaux. 
Nous devons continuer à attraper les « tigres » comme les « mouches » lorsque nous traitons des cas de hauts fonctionnaires qui violent la discipline du parti et les lois de l'État, ainsi que des problèmes de mauvaise conduite et de corruption qui affectent directement les intérêts de la population. Tous sont égaux devant la loi et la discipline du Parti ; quiconque est impliqué dans une affaire de corruption doit faire l'objet d'une enquête approfondie et impartiale.

- Xi Jinping, « Le pouvoir doit être “encagé” par le système », Qiushi, 22 janvier 2013.
Contrairement aux campagnes habituelles s'appuyant sur la police, laquelle est souvent corrompue, Xi Jinping charge la commission centrale pour l'inspection disciplinaire (CCID), l'organe disciplinaire du parti, de mener les enquêtes. Sous la direction d'un proche, Wang Qishan, la CCID mène le gros des enquêtes de 2012 à 2017. Les actions de la CCID et de la justice mène alors une campagne d'une ampleur sans précédent, attaquant d'anciens membres du comité permanent du politburo (CPP) et d'anciens généraux de la commission militaire centrale (CMC), deux des plus grands organes de pouvoir du pays. Les poursuites brisent à de nombreuses reprises la règle tacite de "l'impunité légal" empêchant les condamnations des anciens membres du CPP, une première depuis la révolution culturelle.
La campagne dure toujours depuis 2012, elle appliquée des sanctions à 2.3 millions de membres (2023), dont plus de 120 dignitaires de très hauts rang. La purge de figures puissantes comme Zhou Yongkang (ancien membre du CCP et chef de la police chinoise) et Xu Caihou (ancien vice-président de la CMC et numéro 2 des forces armées) témoignent de l'ampleur de la campagne.

## Mise en place

### Contexte
La fin de la révolution culturelle, et plus généralement de l'ère maoïste, a menée à une reprise en main du pays par les organes du parti communiste chinois. S'opposant au contrôle direct du président, comme ce fut le cas sous Mao Zedong, le dirigeant chinois Deng Xiaoping a décentralisé et déconcentré les pouvoirs. Ce phénomène de "gouvernance collective" a laissé une large autonomie aux cadres du parti, particulièrement dans l'administration des provinces. En conséquence, les décennies des années 1980, 1990 et 2000 ont vues l'explosion de la corruption, qui existait déjà, du népotisme et du favoritisme. Les réseaux d'amitiés, souvent issus de la tradition du guanxi, se sont imposés comme la base de l'organisation officieuse des pouvoirs. Les pots de vins, la promotion de soutiens fidèles, les faveurs politiques et les amitiés économiques ont donné naissance à une corruption massive et systémique,.
Les enquêtes menées ces dernières années sur les graves violations de la discipline du Parti et des lois de l'État par de hauts fonctionnaires, notamment Zhou Yongkang, Bo Xilai, Xu Caihou, Ling Jihua et Su Rong, montrent que les violations de la discipline politique et des règles politiques du Parti sont devenues un problème majeur et doivent être traitées avec la plus grande importance. Dans le cas de ces personnes, plus leur pouvoir et leur position sont élevés, moins elles prennent au sérieux la discipline et les règles politiques du Parti. Certains de leurs comportements sont scandaleux. Poussés par leurs ambitions politiques démesurées et leur désir d'obtenir des avantages personnels ou de faire profiter leur cercle proche, certains ont recours à des conspirations politiques contre le Parti et complotent pour le miner et le diviser.

- Xi Jinping, « Observez la discipline et les règles », Qiushi, 13 janvier 2015
Lorsqu'au 18e congrès national du PCC, durant lequel l'administration Wu-Hen sortante laissa sa place à la nouvelle administration Xi-Li, l'ancien président Hu Jintao dénonça la corruption comme un danger pour la survie du parti. En réponse, le nouveau dirigeant Xi Jinping aborda le sujet lors de son discours inaugural du 15 novembre 2012. Dès les premiers jours à son poste, Xi accusa la corruption de "condamner le parti et l'Etat", appelant à une lutte massive contre la corruption, menaçant les "tigres et les mouches".

### Préparation de la campagne
Afin de s'assurer du contrôle de la campagne, Xi Jinping a chargé un de ses proches de mener les enquêtes. La charge administrative de la campagne a donc été confiée à Wang Qishan, un expert des questions financières et membre du comité permanant du Politburo. Pour diriger la campagne, Wang a été nommé à la tête de la commission centrale pour l'inspection disciplinaire (CCID). Cette commission, indépendante du ministère de l'intérieur, dispose de pouvoirs étendus pour faire régner l'ordre et la discipline au sein du parti. Normalement un organe relativement secondaire, notamment du fait de la corruption généralisée, la CCID a concentré des pouvoirs exceptionnels pour mener ses enquêtes. Sans pouvoir juridique réel, ne pouvant prononcer que des peines disciplinaires internes, la CCID est censée fournir des preuves pour que le parquet populaire suprême prononce de peines.

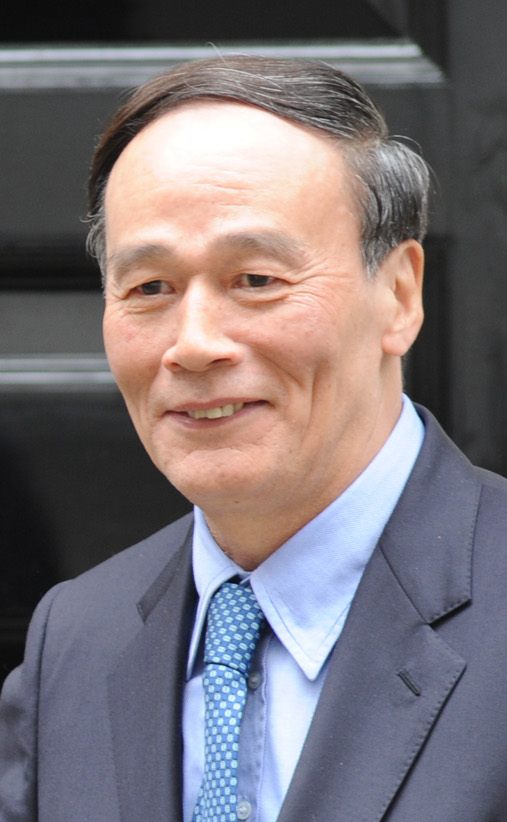
Wang Qishan, directeur de la commission centrale pour l'inspection disciplinaire, grand architecte des sanctions de 2012 à 2017

Bien que la CCDI rende officiellement des comptes au Congrès du Parti, théoriquement l'organe représentatif le plus élevé qui se réunit tous les cinq ans, et qu'elle soit censée être une agence « indépendante » d'un point de vue constitutionnel, dans la pratique, le contrôle ultime de l'agence relève de la compétence de Xi Jinping. La majorité des reportages sur la campagne réalisés par les médias ont souligné l'implication directe de Xi Jinping dans la gestion de la campagne, qui est devenue l'une des principales caractéristiques de son mandat. Toutefois, les mesures disciplinaires officielles prises à l'encontre de hauts fonctionnaires, tels que les anciens membres du Politburo, doivent être ratifiées par le Politburo en place.
Afin de mener à bien ses missions, les pouvoirs de la CCID ont été élargis par le CPP, lui permettant notamment de prendre sous son contrôle les "équipes d'inspections centrales" chargées du contrôle des provinces et des entreprises d'Etat. Dans les faits, les procédures de la CCID s'affranchissent régulièrement de l'Etat de droit, permettant à des fonctionnaires de réaliser des Shuanggui, des arrestations secrètes et arbitraires. Sans en prévenir la justice ou la famille du prévenu (non prévenu), des fonctionnaires de la CCID capturent et arrêtent les membres du parti suspectés de corruption, pouvant les détenir sans limite de temps et recourant parfois à la torture (pouvant entrainer la mort),,. En parallèle, la discipline est mise en avant par l'emission de nouvelles règles comme le règlement des huit-points permettant une lutte passive contre les phénomènes de corruption et de passe-droits.
Les propositions de modifications constitutionnelles publiées le 25 février 2018 prévoient la création d'une nouvelle agence d'État anti-corruption qui fusionne la Commission centrale d'inspection de la discipline et divers départements gouvernementaux de lutte contre la corruption. La Commission nationale de surveillance ainsi créée est l'organe de surveillance le plus élevé du pays et forme une organisation de niveau ministériel surpassant les tribunaux et le bureau du procureur,.

## Déroulement

### Premières inspections
La campagne débute dans la province du Sichuan, dans l'est du pays. Le secrétaire adjoint du parti de la région, Li Chuncheng, est rapidement et sévèrement sanctionné en décembre 2012. Cela fait à peine un mois que Xi Jinping est à la tête de la Chine. Rapidement, les groupes d'inspections se répartissent dans les provinces, se rendant en Mongolie Intérieure, dans le Jiangxi ou le Hebei. Dans leur sillage, de nombreux cadres du parti sont démis de leurs fonctions. Dans le Jiangxi, un groupe d'inspection plus d'une douzaine de cadres dont le gouverneur adjoint Yao Mugen. Dans le Hebei, Guo Youming est sanctionné, en Mongolie Intérieure, le chef du département régional du Front uni du parti, Wang Suyi, a été arrêté

### La chute du faucon Zhou
Alors que les arrestations se multiplient, une enquête est ouverte contre Zhou Yongkang, un ancien membre du CPP. Zhou est l'un des plus hauts cadres à la retraite du parti, il a dirigé la police pendant de nombreuses années et dispose d'un réseau puissant forgé par sa position importante. Pour maintenir son pouvoir, Zhou s'appuie sur trois organes qu'il contrôle bien : les entreprises nationales de l'énergie (notamment du pétrole), la province du Sichuan (qu'il a dirigée pendant des années) et le système de sécurité national (qu'il a dirigé également). De même, il peut compter sur de puissants soutiens : Jiang Jiemin, l'ancien PDG de China Petroleum, Li Chongxi et Guo Yongxiang, d'anciens cadres du Sichuan, et Li Dongsheng, son ancien second à la sécurité. Tous sont exclus du parti et poursuivis en justice au début de l'année 2013. Ses soutiens plus tardifs (Ji Wenlin, Tan Li, Shen Dingcheng et Li Hualin) sont également cibles d'enquêtes par la commission disciplinaire.

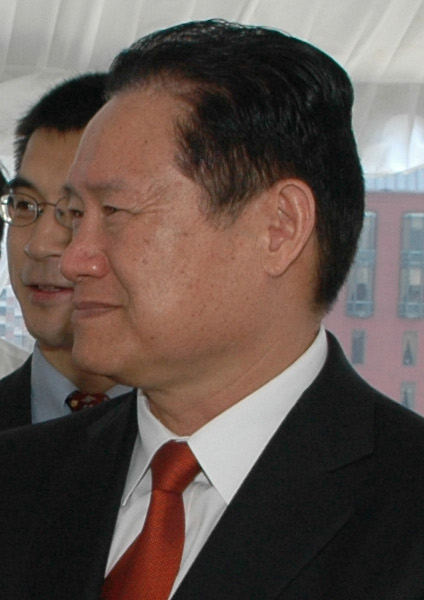
Zhou Yongkang, plus puissant cadre du PCC purgé depuis la révolution culturelle

La disparition soudaine de l'entourage de Zhou sonne la sonnette d'alarme pour les médias. La disparition de son soutien Jiang Jemin, ancien membre du comité central du PCC, annonce sa chute imminente. En juin 2013, le politburo annonce avoir eu une longue conférence de quatre jours pour discuter de l'avenir de Zhou. Après discussions, le comité permanent du Politburo, dirigé par Xi Jinping, annonce avoir tranché et démarre de nombreuses enquêtes. C'est la première fois depuis la révolution culturelle qu'un cadre aussi puissant est menacé. En raison de l'impact considérable de l'affaire Zhou sur le parti et du risque de conflit au sein du parti, Xi aurait également demandé la bénédiction de l'ancien secrétaire général Jiang Zemin et de Hu Jintao, ainsi que d'autres « anciens ». Jiang aurait rencontré Xi à plusieurs reprises à Pékin entre juin et juillet pour discuter de Zhou Yongkang. Au cours de ces réunions, Xi aurait directement expliqué à Jiang les crimes présumés de Zhou et l'aurait convaincu du danger potentiel pour le parti et l'État si Zhou n'était pas démis de ses fonctions. Jiang, d'abord réticent, a fini par soutenir Xi. De son côté, Hu Jintao aurait recommandé de mener une enquête sur Zhou dès le transfert du pouvoir à Xi Jinping lors du 18e congrès du parti.
En décembre 2013, Zhou est arrêté et placé en détention provisoire. L'enquête révèle un enrichissement de son fils en milliards de dollars par du détournement de fonds de la ville de Chongqing. En mars 2014, lui et sa famille se font saisir leurs fortunes de 15 milliards de dollars. Le 29 juillet 2014, une enquête interne du Parti communiste chinois a été ouverte contre Zhou Yongkang pour « violations de la discipline du parti ». Quelques mois plus tard, il a été reconnu coupable d'abus de pouvoir, de corruption, de divulgation de secrets d'État et de comportements immoraux. Son arrestation a été annoncée le 5 décembre 2014, suivie de son exclusion du parti et de poursuites pénales,. En juin, Zhou est condamné à la prison à perpétuité pour l'intégralité de ses chefs d'accusations, notamment l'acceptation de pots-de-vin de 129 millions de Yuan (19 millions de dollars). Devant la télévision d'Etat, Zhou est contraint de plaider coupable.

### Le deuxième tour de provinces et la purge du Shanxi
Le premier tour a été un grand succès, menant à l'arrestation de nombreux cadres du parti, mais un deuxième est organisé dans de nouvelles provinces. Les premières équipes sont envoyées dans le Shanxi pour inspecter les grandes villes, grandes entreprises et grands journaux. Là-bas, les équipent découvrent un vaste réseau de corruption impliquant quasiment toutes les administrations publiques, reliant les politiques aux hommes d'affaires et tournant autour des riches mines de charbon. Les enquêtes mènent à l'exclusion du secrétaire adjoint du parti local, Jin Daoming, du vice gouverneur Du Shanxue, et de Ling Zhengce, le frère du vice-président de la Conférence consultative politique du peuple chinois, Ling Jihua.
Le scandale mène des sanctions contre trois quarts des membres du parti de la province travaillant dans l'administration. Le Shanxi fait alors peau neuve, une première depuis la révolution culturelle. Dans la foulée, quatre hauts dirigeants du parti communiste provincial sont exclus de manière expéditive. Le secrétaire du parti de la province, Yuan Chunqing est également démit de ses fonctions, cette fois-ci sans explication, et est remplacé en urgence par l'ancien chef du parti dans le Jilin, Wang Rulin. Lors de l'annonce du transfert de pouvoir à Taiyuan, la capitale provinciale, Liu Yunshan, membre du Comité permanent du Politburo, occupait le devant de la scène pour ses liens avec les purgés.

### La chasse des quatre tigres et des jeunes loups

#### Les quatre tigres
La politique de la lutte anti-corruption traverse le pays. Quatre grands cadres du parti tombent à la suite : Xu Caihou, Zhou Yongchang, Lin Jihua et Su Rong.

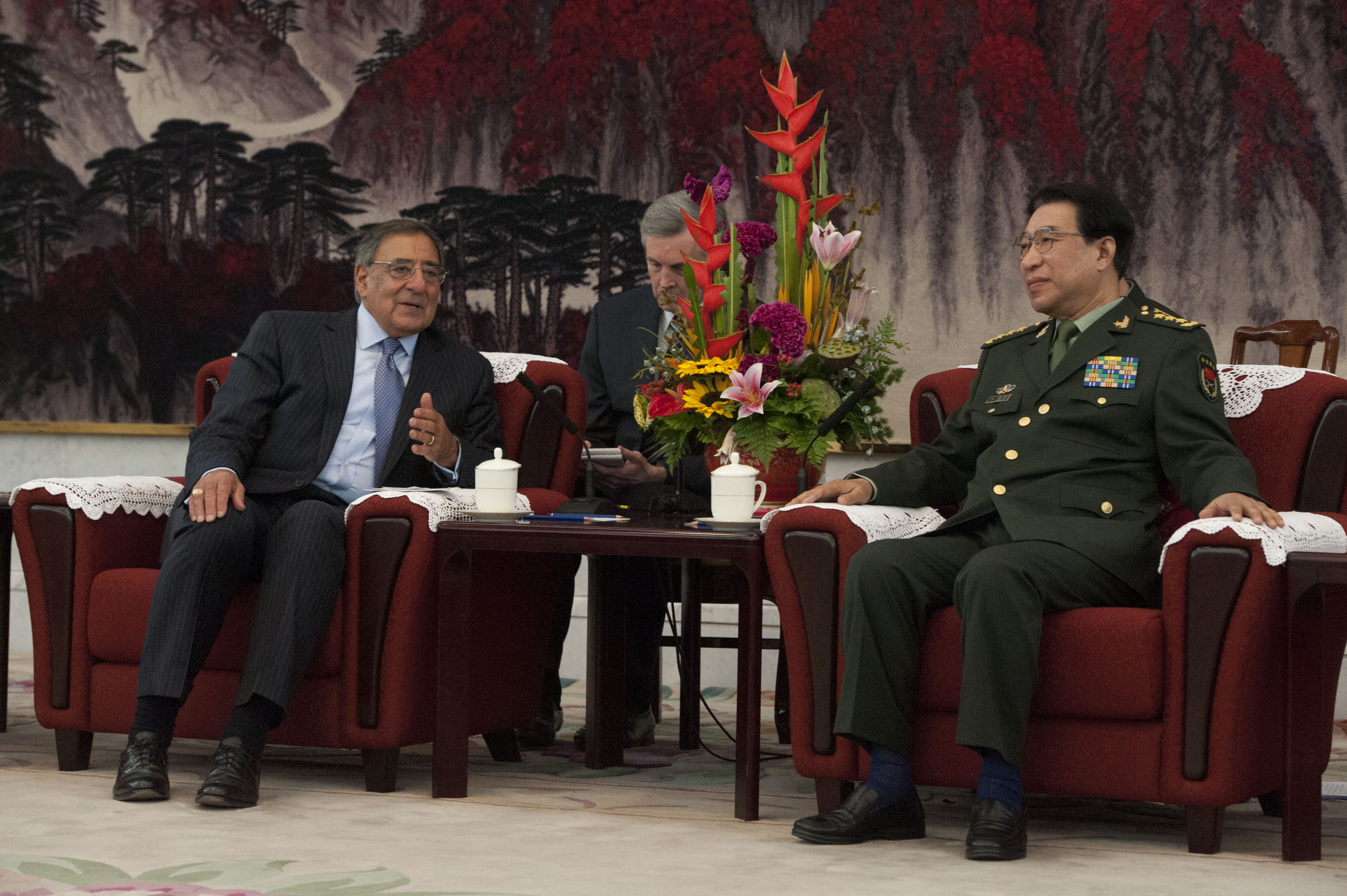
Xu Caihou et le secrétaire d'état américain à la défense Leon Panetta en 2009. Xu était l'un des principaux cadres du parti communiste.

Les rumeurs de la purge imminente de Zhou Yongkang a lancé un froid au sein du parti communiste chinois, levant le bouclier de l'impunité tacite qui recouvrait le système politique de haut rang. Rapidement, les rumeurs sur l'ampleur du phénomène se sont propagées au sein des cadres. Le 30 juin 2013, dans la foulée d'annonces hostiles à Zhou, le gouvernement annonce l'exclusion de Xu Caihou, l'une des figures les plus importantes du pays. Xu, ancien membre du Politburo, vice-président de la Commission militaire centrale (CMC) depuis 2004, numéro deux de l'armée et bras droit du pouvoir sur les questions militaires, est accusé d'avoir reçu de nombreux pots-de-vin en échange de promotions. Commandant de l'armée (juste après le chef de l'Etat), Xu est le premier membre du Politburo visé par une enquête depuis la chute de Bo Xilai. A ce moment, Zhou n'est pas encore tombé, et son entourage subit de plus en plus d'arrestation. A l'inverse, Xu est exclu sans qu'aucun soupçon ne se soient signifié. Age de 71, hospitalisé exceptionnellement pour un cancer de la vessie, Xu est arrêté à l'hopital militaire de Pékin en mars 2014. Les fonctionnaires de la CCID et de la police le sortent de son lit médicalisé pour le mettre en détention provisoire. En octobre 2014, il confesse ses crimes et plaide coupable pour l'intégralité de ses chefs d'accusations. Avoir d'avoir été jugé par un tribunal militaire, Xu décède de son cancer le 15 mars 2015. Xi Jinping annonce qu'il est un exemple de l'efficacité de la campagne anti-corruption, défendant que nul corrompu n'est à l'abris. Le premier tigre est mort.
En décembre 2013, Zhou est arrêté. Le 5 décembre 2014, il est condamné. Le second tigre tombe.

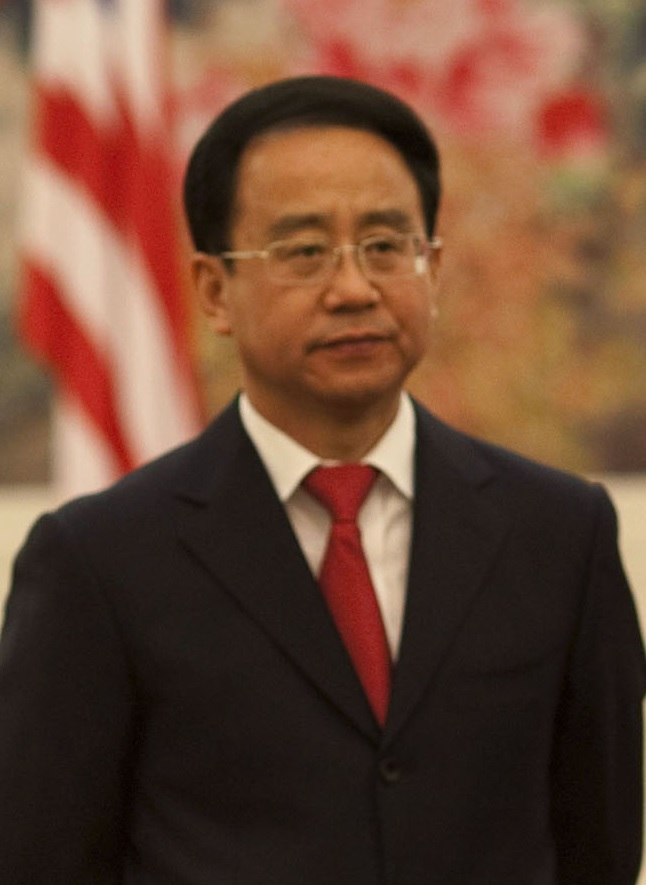
Lin Jihua en 2009

Peu après, en décembre 2014, Lin Jihua, ancien conseiller spécial de l'ancien secrétaire général du Parti, Hu Jintao, et une star politique dont les ambitions ont été anéanties par la mort prématurée de son fils au volant d'une Ferrari, tombe à son tour dans le collimateur de la lutte contre la corruption. Lin est à la tête d'une puissante organisation, le département du front-uni du travail, un organe chargé de coordoner les actions d'influence chinoises à travers le monde. En parallèle, il est vice président de la conférence consultative du peuple (CCPPC), une chambre consultative représentant divers strates du pays. Après les premières condamnations et le lancement de la deuxième campagne, plusieurs de ses proches auraient fait l'objet d'une enquête à partir du troisième trimestre 2014. Par la suite, il a été dit que Ling était en quelque sorte le meneur de la « Société Xishan », un réseau de hauts fonctionnaires de la province de Shanxi qui s'apparente à une société secrète encourageant la corruption. Ces accusations mènent à des arrestations importantes dans son entourage. Sentant le vent tourné, il rédige le 15 décembre un article publique où il acclame les politiques de Xi Jinping. Le 22 décembre 2014, il est exclu du front-uni, en février 2015, il perd son siège à la conférence. Le 20 juillet 2015, Ling est expulsé du Parti communiste chinois et arrêté pour faire face à des poursuites pénales. Il est accusé de violations disciplinaires, de corruption, de favoritisme envers sa femme, de mauvaise conduite sexuelle et d'obtention illégale de secrets d'État. Son procès s'est tenu à huis clos et, le 4 juillet 2016, il a été condamné à la réclusion à perpétuité. Le troisième tigre est tombé.
En juin 2014, Su Rong, vice-président de la CCPPC est visé par une déclaration de la Commission centrale de discipline. Elle annonce qu'il fait l'objet d'une enquête pour « violations disciplinaires ». D'autres hauts responsables de la province du Jiangxi faisaient déjà l'objet d'investigations, notamment des vice-gouverneurs et un vice-président du congrès provincial. En décembre 2014, Ling Jihua, est arrêté. Le 16 février 2015, les conclusions de l'enquête ont révélé que Su Rong avait abusé de son pouvoir pour favoriser des promotions et des transactions commerciales en échange de pots-de-vin, vendu des postes, gaspillé les ressources publiques et encouragé la corruption dans la province du Jiangxi. Il était accusé d’avoir gravement détérioré l’environnement politique local et d’avoir permis à ses proches d’exploiter son influence pour des gains personnels. Il a été expulsé du Parti communiste chinois, inculpé pour corruption et abus de pouvoir, et remis aux autorités judiciaires. Le 23 janvier 2017, Su Rong a été condamné à la réclusion à perpétuité pour corruption, privé à vie de ses droits politiques et dépossédé de tous ses biens personnels. Les documents judiciaires ont révélé qu’il avait perçu environ 116 millions de yuans (17 millions de dollars) de pots-de-vin entre 2002 et 2014. Il a déclaré en cour qu'il acceptait la décision et ne ferait pas appel. Le dernier tigre a été éliminé.

#### Les jeunes loups
Des poursuites judiciaires ont également été engagées contre les seconds des grands cadres. Le 31 juillet, Wang Suyi a été condamné à quinze ans de prison pour corruption. Le 5 août, Tong Mingqian a été reconnu coupable de négligence dans un scandale d’achat de votes et a écopé de cinq ans de prison. En septembre 2014, le procès de l'ancien responsable économique Liu Tienan est devenu le premier procès très médiatisé et télévisé de la campagne anti-corruption. À l'écran, un Liu en larmes a avoué ses crimes et exprimé ses regrets d’avoir compromis l’avenir de son fils, qui aurait été impliqué dans ses actes de corruption. De hauts fonctionnaires régionaux Li Chuncheng, Pan Yiyang et Bai Enpei, tous proches de Ling, sont condamnés à de larges peines de prisons. Plusieurs centaines de milliers de fonctionnaires sont sévèrement sanctionnés, parfois à mort.

## Effets régionaux
Les politiques de sanctions de la campagne frappent sévèrement l'appareil politique chinois. Après de nombreuses années de tolérence excessive, les agents de la CCID mènent des enquêtes sur des systèmes de corruption à peine camouflés. En novembre 2015, toutes les provinces de la chine ont été inspectées, toutes ont perdues plusieurs cadres de hauts rang dans leurs administrations.

### Le séisme du Shanxi
Dans le Shanxi, la campagne a ravagé l'administration en excluant 9 hauts dirigeants de la province, dont 5 étaient des membres du comité permanent du PCC du Shanxi, organe de direction local. Alors qu'en 2012, le comité permanent du PCC du Shanxi comptait 13 membres, lesquels détenaient le gros de pouvoir. En 2015, un an après la première purge, le même comité ne comptait plus que 3 membres, les autres ayant été sanctionnés pour corruption. Les dirigeants de toutes les grandes villes de la région, Datong, Lüliang, Yuncheng, Yangquan et Taiyuan, ont été exclus, sanctionnés, et parfois, condamnés à de la prison ou à mort. Selon les données officielles, rien qu'en 2013, 26 fonctionnaires de rang préfectoral (厅局级) et 336 fonctionnaires de rang départemental (县处级) ont fait l'objet de mesures disciplinaires dans la province.
En 2015, au paroxysme de la purge, 300 postes de haut rangs étaient laissés vacants.

### Remplacements dans le riche Guangdong
Dans le Guangdong, la campagne a gravement perturbé l'écosystème politique qui avait longtemps été dominé par des politiciens cantonais corrompus. Wan Qingliang, le populaire et relativement jeune chef du parti de Guangzhou (Canton), connu pour sa frugalité et son accessibilité, a été limogé au troisième trimestre 2014, et a également été remplacé rapidement par l'ancien vice-maire de TianjinRen Xuefeng. Le principal conseiller politique de la province, Zhu Mingguo, est également devenu l'un des rares fonctionnaires en exercice de plein rang provincial à faire l'objet d'une enquête pour corruption. Le lieutenant-gouverneur Liu Zhigeng, un autre fonctionnaire originaire de Canton qui avait été chef du parti de Dongguan, et le chef du parti de Zhuhai, Li Jia, qui avait passé toute sa carrière politique dans le Guangdong, ont également été éliminés.
Le démantèlement des réseaux de patronage locaux avait déjà commencé avant le 18e congrès du parti et s'est poursuivi avec plus d'intensité après le congrès, sous la direction du nouveau chef du parti, Hu Chunhua. L'équipe dirigeante du parti à Shenzhen, la zone économique spéciale la plus prospère de Chine, a également subi des sanctions importantes.

### Enquête dans le détroit du Yangtze
Dans le Jiangsu, province d'origine de l'ancien chef du parti Jiang Zemin et du chef de la sécurité en disgrâce Zhou Yongkang, plusieurs « fils du pays » à l'avenir politique apparemment prometteur ont fait l'objet d'une enquête spéciale, rapide et brutale. Le maire de Nankin, Ji Jianye, a été le « premier dragon » à tomber dans la province. Son exclusion a été acclamé par son rival Yang Weize, alors chef du parti de la ville. Ce dernier se félicita d'avoir « éliminé une tumeur » de la capitale. Malgré ses applaudissements et ses serments de fidélités, Yang lui-même a été arrêté dans le cadre d'une enquête en janvier 2015. L'ancien secrétaire général du parti provincial Zhao Shaolin et le vice-gouverneur exécutif Li Yunfeng ont également été arrêtés pour enquête.
Dans le Zhejiang, « terre d'origine » du secrétaire général du parti Xi Jinping et site d'expériences anti-corruption à plus petite échelle pendant le mandat de Xi, a été largement épargné par les changements politiques de haut niveau dans le sillage de la campagne anti-corruption. Il n'est pas clair si cela est dû au fait que Xi avait déjà purgé la province de ses membres corrompus durant son mandat, ou si les fonctionnaires ayant des liens avec lui ont bénéficié d'un traitement de faveur. En 2016, Si Xinliang, ancien membre du comité permanent du parti de la province, était le seul haut fonctionnaire de la province à faire l'objet d'une enquête pour infraction disciplinaire.

### Corruption en Mongolie intérieure
En 2020, la CCID mène une opération spéciale en mongolie intérieure, voulant inspecter les comptes des sociétés minières de la région. 534 cadres sont ciblés par la commission disciplinaire.

### Transferts d'argent à Macao

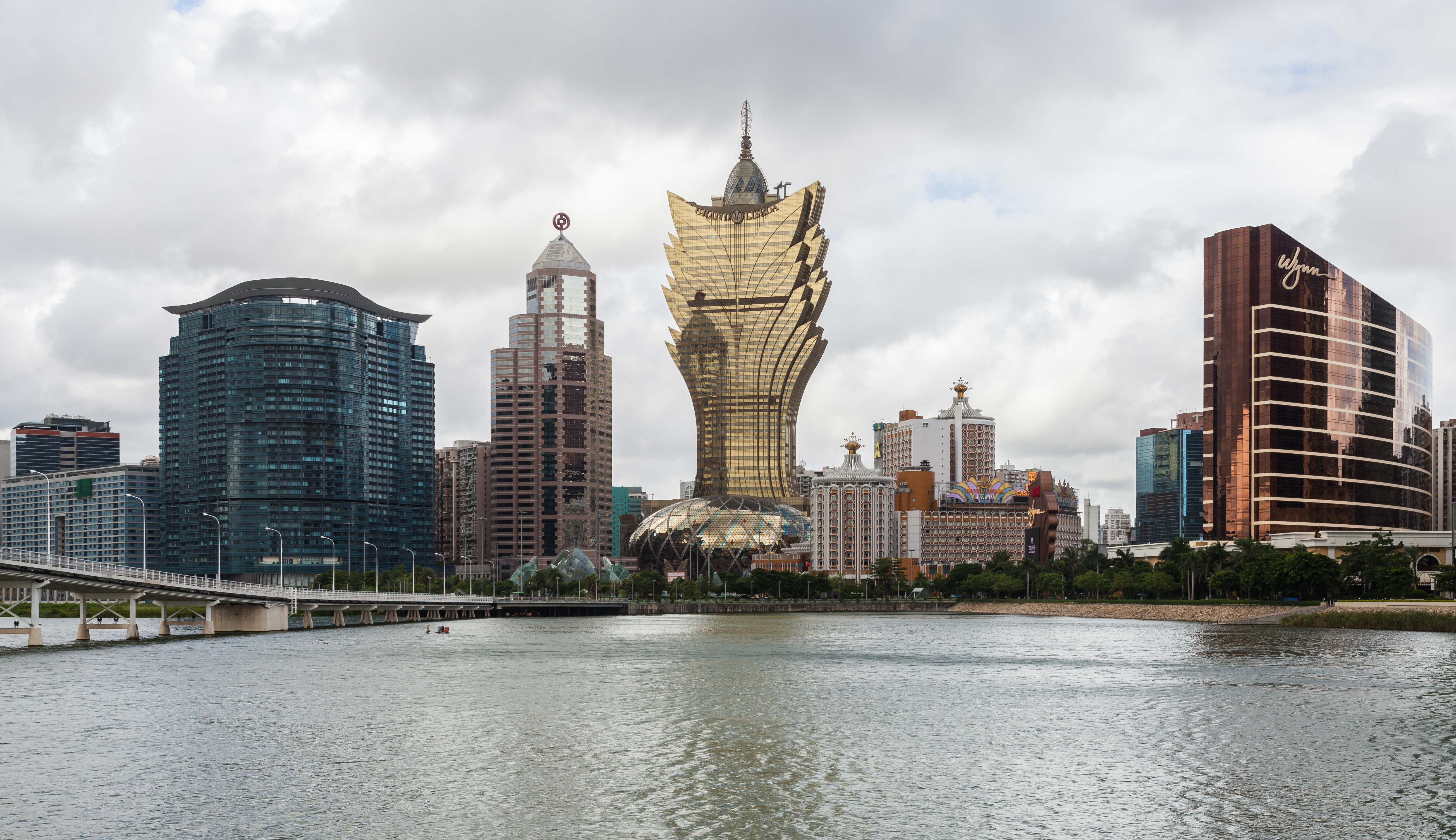
Macao est la ville d'Asie avec le plus de casinos, elle est une plaque tournante du blanchiment d'argent.

Dans le cadre de la campagne de lutte contre la corruption, en décembre 2014, des fonctionnaires du gouvernement central ont rencontré des fonctionnaires locaux à Macao et ont conclu un accord permettant au bureau central des crimes économiques d'avoir un accès en temps réel à toutes les transactions à Macao impliquant des cartes UnionPay. Les transactions UnionPay avaient auparavant été un outil principal pour les transferts d'argent du marché gris de Macao vers le reste de la Chine. Une opération géante de lutte contre les casinos menée en 2014 par la CCID et les autorités de la ville, elle mène à de nombreuses arrestations et à la fermeture des lieux alimentant le blanchiment d'argent. Durant un an, les revenus des casinos ont baissé de 49 %. Pékin à encourager la ville à diversifier son économie.
En 2021, le milliardaire et magnat des casinos Alvin Chau est arrêté par la police chinoise. Détenteur de plus de la moitié des casinos, proches de nombreux cadres du parti, membre de la conférence consultative du peuple chinois, son entreprise Suncity est fermée par le pouvoir de Pékin. En 2023, il est condamné à 13 ans de prisons et de nombreux cadres du parti sont victimes de poursuites.